# Antoni Mosiewicz
Antoni Mosiewicz (ur. 9 września 1913 w Chorużewie, zm. 1 czerwca 2018 w Stresie we Włoszech) – oficer Wojska Polskiego podczas wojny obronnej Polski w 1939 roku, żołnierz 2. Korpusu Polskiego generała Władysława Andersa, uczestnik bitwy pod Monte Cassino, polski przedsiębiorca w Argentynie i we Włoszech.

## Biografia
Podczas kampanii wrześniowej w 1939 roku walczył m.in. o Twierdzę Brzeską i brał udział w działaniach w rejonie Krzemieńca, Poczajowa i Lwowa. Jego oddział został pojmany do niewoli sowieckiej, a sam pułkownik trafił do obozu w Szepetówce, z którego udało mu się uciec i przedostać do Rumunii. Tam dostał propozycję wyjazdu do Stanów Zjednoczonych. Nie zdecydował się jednak na to, przedarł się do Paryża i wstąpił do Polskich Sił Zbrojnych we Francji.
W obliczu upadku Francji przedostał się przez Dunkierkę do Wielkiej Brytanii, by tam działać w obronie przeciwlotniczej. W 1943 roku został przeniesiony do Egiptu i wcielony do 2 Korpusu Polskiego dowodzonego przez generała Władysława Andersa. W grudniu 1943, już jako kapitan 2. kompanii artylerii przeciwlotniczej, brał udział w inwazji aliantów we Włoszech. Przeszedł cały szlak bojowy 2 Korpusu Polskiego, uczestnicząc w wyzwalaniu Włoch. Został zdemobilizowany 16 grudnia 1946 r.
Nie zdecydował się na powrót do komunistycznej Polski, ale odmówił również przetransportowania do Wielkiej Brytanii, wraz z większością żołnierzy z korpusu Andersa. We Włoszech, mimo że był już żonaty z Włoszką, co cztery miesiące musiał się starać o przedłużenie pozwolenia na pobyt. W 1947 roku wyemigrował do Argentyny.
W Argentynie przez kilka lat pracował najpierw jako robotnik, później jako brygadzista w wojskowej fabryce lotniczej w Cordobie. Po czym założył własną firmę, która szybko przekształciła się w prężną fabrykę produkującą urządzenia chłodzące dla przemysłu.
Jednak po kilku latach wraca do Włoch na prośbę teścia proszącego o pomoc w modernizacji przedsiębiorstwa działającego od 1936 roku w tej samej branży. Zamieszkał wtedy w Mediolanie. Przez wiele lat pracował nad rozwojem firmy teścia. Dziś Società per Impianti Generali prowadzi działalność na całym świecie.

## Rodzina
Podczas wojny poznał Włoszkę – Fede Bonati, z którą pobrał się tuż po wojnie. Małżeństwo miało pięcioro dzieci: Jerzego, Roberta, Henryka, Ferdę i Ritę. Wszyscy pracują w firmach powiązanych z przemysłem chłodniczym. Rodzice Mosiewicza i jego rodzeństwo po repatriacji z kresów osiedli w Tomaszowie Mazowieckim.

## Odznaczenia i upamiętnienie
Za swoje zasługi otrzymał: Krzyż Walecznych, Krzyż Komandorski Orderu Zasługi Rzeczypospolitej Polskiej, Medal „Polska Swemu Obrońcy”, The War Medal 1939-1945, The Defence Medal, The 1939-1945 Star. W 2009 roku decyzją prezydenta Lecha Kaczyńskiego został odznaczony Krzyżem Komandorskim Orderu Odrodzenia Polski.

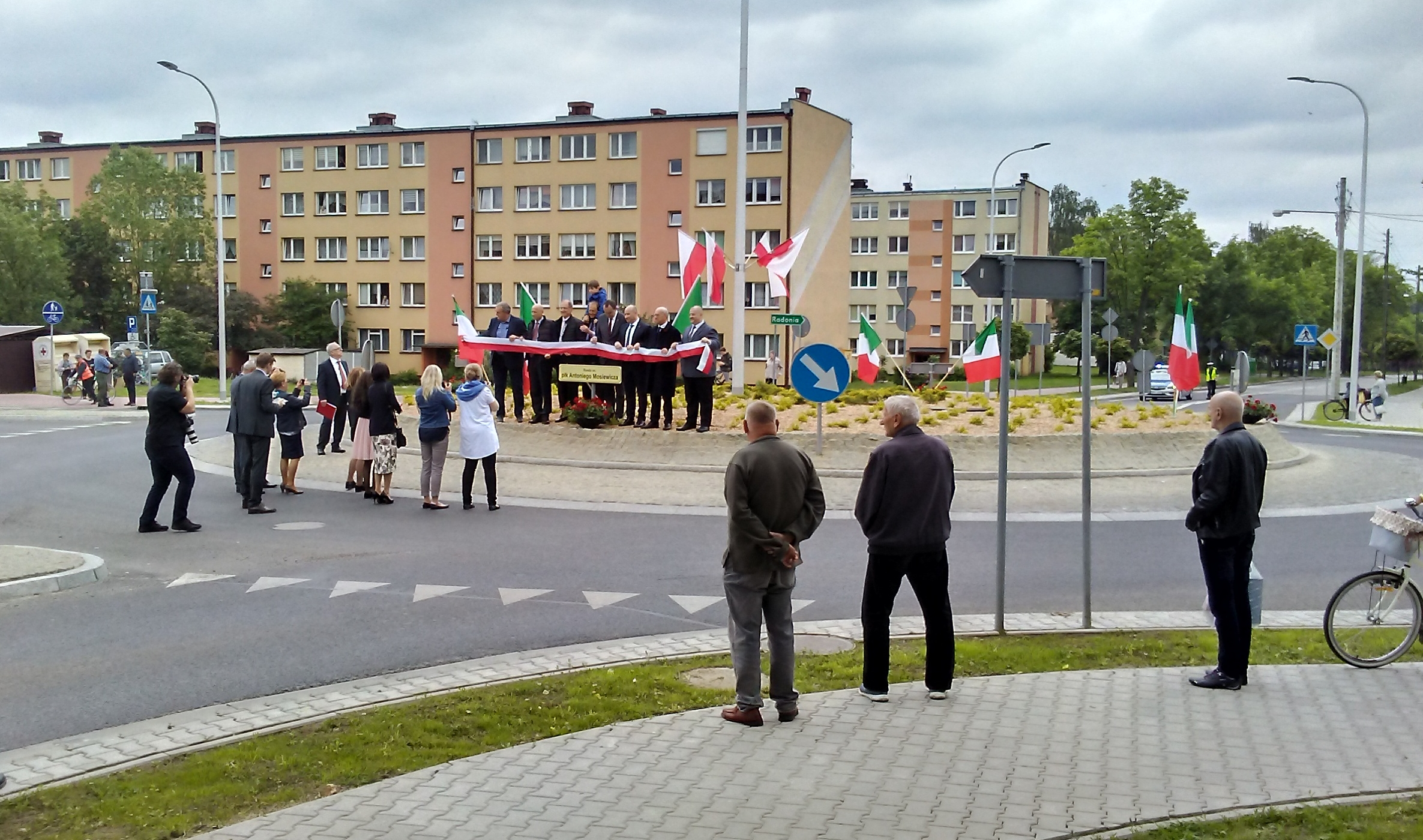
Prezydent Tomaszowa Mazowieckiego – Marcin Witko, wraz z rodziną Antoniego Mosiewicza podczas krótkiej uroczystości nadania patrona nowemu rondu (maj 2019)

W Tomaszowie Mazowieckim z którym związany jest rodzinnie, w 2019 roku został upamiętniony patronatem nowo wybudowanego ronda u zbiegu ulic św. Antoniego, Sikorskiego i Mazowieckiej.